# Campionati mondiali juniores di slittino 1996
I Campionati mondiali juniores di slittino 1996 si sono disputati a Calgary, in Canada, dal 17 al 23 febbraio 1996. La pista dell'Alberta, che fu sede della XXV olimpiade invernale, ospita la manifestazione iridata di categoria per la prima volta.

## Podi[1][2]
| Evento         | Oro | Tempo | Argento                                                                                     | Tempo | Bronzo                                                                                                 | Tempo |
| Singolo Uomini | Markus Kleinheinz                                                                                       |       | Adam Heidt                                                                                  |       | Tyler Seitz                                                                                            |       |
| Singolo Donne  | Maryann Baribault                                                                                       |       | Sonja Wiedemann                                                                             |       | Gabi Bender                                                                                            |       |
| Doppio         | Christian Niccum Matthew McClain                                                                        |       | Markus Kleinheinz Alexander Reutz                                                           |       | Nikolaj Bogovič Vasilij Sutko                                                                          |       |
| Gara a squadre | Stati Uniti Josh Benshoof Adam Heidt Maryann Baribault Rebecca Wilczak Christian Niccum Matthew McClain |       | Germania Denis Geppert Michael Schäfer Gabi Bender Sonja Wiedemann Michael Sachse Nico Zink |       | Austria Stefan Dichtl Markus Kleinheinz Veronika Halder Melanie Penz Markus Kleinheinz Alexander Reutz |       |

## Medagliere
| Posiz. | Nazione     | Oro | Argento | Bronzo | Totale |
| ------ | ----------- | --- | ------- | ------ | ------ |
| 1      | Stati Uniti | 3   | 1       | 0      | 4      |
| 2      | Austria     | 1   | 1       | 1      | 3      |
| 3      | Germania    | 0   | 2       | 1      | 3      |
| 4      | Canada      | 0   | 0       | 1      | 1      |
| 4      | Russia      | 0   | 0       | 1      | 1      |